# Kawaihae
Kawaihae es un área no incorporada ubicada en el condado de Hawái en el estado estadounidense de Hawái.

## Geografía
Kawaihae se encuentra ubicado en las coordenadas 20°2′7″N 155°49′42″O / 20.03528, -155.82833.